# Laura Simó
Laura Simó i Fabregat (Barcelona, 7 de mayo de 1957) es una cantante española ligada artísticamente al mundo del jazz e intérprete de otros géneros musicales populares.

## Trayectoria artística
Laura Simó se inicia profesionalmente en la música con el grupo Pianogrosso (dueto de piano y voz). En 1987 se edita el disco de standards de jazz titulado Bliss. En 1988, la intérprete crea su propio grupo: Laura Simó & Conrad Setó Sound junto al pianista Conrad Setó, Lluís Atance al bajo y David Simó a la batería. En octubre de ese mismo año, el grupo representa a España en la categoría de jazz, dentro del Festival Mars International, en París. También desde 1988 empieza a trabajar regularmente con el pianista Lucky Guri, y con Francesc Burrull. Graba dos temas del disco: Jazz al Drac. Vol 1 en la mítica Cova del Drac, con los músicos locales, liderados por el trompetista Arnau Boix. En 1989 lleva a los escenarios el espectáculo: Breviari d'amor de la mano de Jordi Sabatés y su quinteto de cámara, una recopilación de canciones de trovadores provenzales de los siglos XI y XII, musicadas por Jordi Sabatés. En 1990, el músico Juan Carlos Calderón la invita a realizar diversos conciertos con su Big Band, el más destacado tuvo lugar en la clausura de los festivales de verano de la Plaza Porticada de Santander. Realiza diversas actuaciones con el trío de jazz formado por: Albert Bover al piano, Guillermo Prats al contrabajo y David Xirgu a la batería.
En 1993 participa en el concierto de jazz Euroring 93 en el Palau de la Música Catalana de Barcelona, a cargo de la Big Band de Barcelona dirigida por Francesc Burrull, actúa en representación de Catalunya Ràdio, organizadora del acto. Además, Laura Simó y Carme Canela unen sus voces para formar el grupo Estamos Reunidas, con Joan Vinyals a la guitarra, Xavi Ibáñez a los teclados, David Simó a la batería e Ignasi Zamora al bajo eléctrico. Ese año Tete Montoliu la escoge como vocalista de su trío, y junto con Horacio Fumero y Peer Wiboris actúan por diferentes capitales españolas. También entra a formar parte de la Big Band de John Dubuclet. En 1995 forma el grupo Laura Simó Sextet con Francesc Capella a los teclados, Jordi Portaz al bajo, David Simó a la batería, Menno Mariën al saxo y Joan Vinyals a la guitarra, interpretando temas de compositores de diferentes estilos y épocas del jazz. En 1996, en el centenario del nacimiento del cine Simó forma un dúo con Joan Vinyals y presentan el espectáculo Jazz en el Cine, una selección de temas de películas y musicales de Broadway, entre los años 40 y 80 del siglo XX. En el mes de junio de ese año se graba en directo en el Jamboree Jazz Club de Barcelona el disco The best is yet to come del sexteto de Laura Simó, con arreglos de Joan Vinyals y Francesc Capella.
En 1997, el mismo sexteto presenta su trabajo por varias capitales españolas y realiza varios conciertos con el trío de Tete Montoliu. En 1998 graba un nuevo disco junto a Joan Vinyals y Horacio Fumero al que titulan Laura Simó. De cine. My favourite things grabado en los estudios Gemecs de Premiá de Mar. Por tercer año consecutivo, Laura Simó actúa en el Jamboree durante la semana de Navidad y para esa ocasión monta un monográfico sobre Stevie Wonder, acompañada por Xavi Ibáñez, Jordi Portaz, David Simó y Joan Vinyals.
En el año 2000, vuelve a reunirse con Carme Canela, esta vez con un trío de jazz y presentan su trabajo dentro del Festival de Jazz de Tarrasa; en Tortosa, acompañadas por la Acadèmic Big Band y en el Festival de Jazz de Lugo. Al mismo tiempo continua presentando su espectáculo dedicado al cine y el 2 de noviembre canta en el Auditori de Barcelona, acompañada por la OBC, con temas del compositor alemán Wilheim Gross. En diciembre presenta en la sala Luz de Gas de Barcelona, dentro del Festival de Jazz de Barcelona, su nuevo espectáculo Laura Simó: De Cine europeo, acompañada de la formación Ensemble de Bellaterra, dirigida por el saxofonista Eladio Reinón.
En septiembre de 2002 inaugura el 50 Festival de Cine de San Sebastián y en 2003 monta el espectáculo "Cançons de Joan Manuel Serrat" con el pianista Francesc Burrull. Participa en el Festival Donem una oportunitat a la pau en Barcelona, cantando junto a Carmen Canela el tema We can work it out, ante más de 35.000 personas, compartiendo escenario con Javier Gurruchaga, Paco Ibáñez, Nass Marrakech, Luis Pastor, Jabier Muguruza, entre otros. En junio aparece en el mercado un nuevo disco titulado Senza fine, editado por Satchmo Records. En 2004 y junto al pianista Francesc Capella forma el grupo Laura Simó & Francesc Capella Trío, actuando en diferentes festivales de jazz. Además produce un programa de la televisión estatal suiza sobre la ciudad de Barcelona y personajes que forman parte de ella, como Ferran Adrià, Jaume Tresserra, Custo Dalmau, Alfonso Vilallonga, o Rosa Gil, entre otros.
En octubre de 2004 inicia una colaboración con Albert Guinovart, Laura Simó y la Orquesta Sinfónica del Vallés (OSV) dirigida por Edmon Colomer, para ofrecer un espectáculo de musicales americanos y catalanes de Guinovart, arreglados por él mismo, con conciertos en el Teatro de la Farándula de Sabadell, en el Palau de la Música Catalana y en la Universidad Autónoma de Barcelona. En 2005, la cantante ofrece en Alemania ofreciendo una Masterclass Workshop y actúa con el grupo de jazz alemán Marcus Horn trío. En 2007 se edita el disco Laura Simó & Francesc Burrull interpreten Serrat, editado por Stres Music, en el que ambos artistas graban el espectáculo que venían realizando conjuntamente la cantante y el prestigioso pianista catalán durante los últimos años, interpretando versiones de canciones de Joan Manuel Serrat: Lucía, Me'n vaig a peu, No hago otra cosa que pensar en ti, Del pasado efímero, Llanto y coplas, Barquito de papel, El meu carrer, Conillet de vellut, Tío Alberto, Perquè la gent s'avorreix tant? y Mediterráneo.
En 2009, Laura Simó y Pedro Ruy-Blas se unen para el espectáculo Sueño inmaterial en el que repasan sus respectivos repertorios, con Carme Canela como invitada especial, acompañados por 33 músicos y dirigidos por Joan Albert Amargós, el 20 de mayo cantan en el Teatro Español de Madrid; el concierto del 15 de junio de 2009 en el Palau de la Música Catalana de Barcelona es grabado para su edición en CD y DVD en directo y editado finalmente en 2016, y el 28 de junio cantan en el Zankel Hall del Carnegie Hall de Nueva York.
En 2010, Laura Simó edita su segundo disco en homenaje a Serrat junto al pianista Francesc Burrull que lleva por título Temps de pluja (Temps Record). En enero de 2012 presenta su colaboración en directo con el bajo barcelonés Stefano Palatchi, de título PalatchiSimo, con temas de Gershwin, Porter, Ellington y de otros autores clásicos del género. En 2011 se edita su colaboración como cantante en el disco de la orquesta canaria Gran Canaria Big Band, en el disco "Straight Ahaid", remasterizado del primero de título “Gran Canaria Big Band” editado por Gofio Records en 2007.
En 2016 se publica el disco "Afterglow" junto a los músicos Francesc Capella, Guillermo Prats y David Simó; y en 2017 "White Pepper" junto a Nito Figueras, homenaje a dos de los discos fundamentales de The Beatles, el Sgt. Pepper y el doble blanco. En 2019 y también junto a Nito Figueras la cantante homenajea a Stevie Wonder.

## Discografía[15]
- Bliss (1987)
- Jazz al Drac, Vol. 1 (1988)
- Laura Simó Sextet – The best is yet to come (1996, Actual Records)
- Laura Simó: De cine – My favourite things (1999, Actual Records)
- Laura Simó: Senza fine (2002, Satchmo Records)
- Laura Simó & Francesc Burrull interpreten Serrat (2007, Stress Music)
- Gran Canaria Big Band (2008, Gofio Records)
- Laura Simó & Francesc Burrull – Temps de pluja (2010, Temps Record)
- Gran Canaria Big Band - Straight Ahead (2011, Summit Records)
- PalatchiSimo (2012)
- Laura Simó & Pedro Ruy-Blas: Sueño inmaterial (2016)
- Afterglow (2016)
- White Pepper (2017)
- Together Again. Laura Simó & Tete Montoliu Trio(Live at Calella Jazz Festival, 1994) (2023)

### Colaboraciones discográficas para Bandas Sonoras[16]
- El pirata Escalaborns  – Poema de Ausias March (Veles e vents) musicado por Josep Mas "Kitflus".
- El despertaferro – Letra de Lluís Llach y música de Carles Cases.
- Los mares del sur – B.S.O. de la película, música de Jordi Sabatés.
- Palace – Película de El Tricicle, con música de Ia Clua.
- Pirata – Película de  TV3, con música por Joan Vinyals.
- Culpable de qué – Película, con música de Antonio Peral.
- Hércules – Película de Walt Disney. Versión catalana.
- Anastasia – Película de Walt Disney. Versiones castellana y catalana.
- Mulan – Película de Walt Disney. Versión catalana.
- Bartok – Película de Walt Disney. Versión castellana.
- El príncipe de Egipto – Película de Dreamworks. Versión castellana y catalana.
- El Dorado  – Película de Dreamworks. Versión catalana y castellana.
- Elmo en Gruñolandia – Versión castellana.
- Shrek 2 – Versión catalana y castellana.
- L'endemà de Isona Pasola.

### Colaboraciones en discos de otros artistas
- 1977 Agur Jaunak – Iruña Big Band (K-Industria Cultural, S.L.)
- 1999 10+2 Club Supertres (Quadrophenia)
- 1999 En directe Mari Pau (TVC Disc)
- 2001 Sis milions i un dia – Riqui Sabatès (Taller De Músics)
- 2002 Integral pre a piano de Joaquín Rodrigo, (EMI).
- 2011 Hijo de la luz y de la sombra – J.M.Serrat (Sony Music)
- 2011 Com sona l'ESO – (Lemon Songs)
- 2013 Mediterráneo Horn – Paco Rodríguez (Icara)
- 2015 Dues tasses – Quico Pi de la Serra (Temps Rcds)
- 2020 Cuba va! cançons per a una revolució (Colectivo Festival Barnasants)
- 2021 Una bruixa com nosaltres (Homenaje colectivo a Guillermina Motta en F. Barnasants)